# Kamienica przy Rynku 13 we Wrocławiu
Wrocławska kamienica, Rynek 13 – kamienica na wrocławskim rynku, na jego południowej pierzei, tzw. stronie Złotego Pucharu.

## Historia i architektura kamienicy

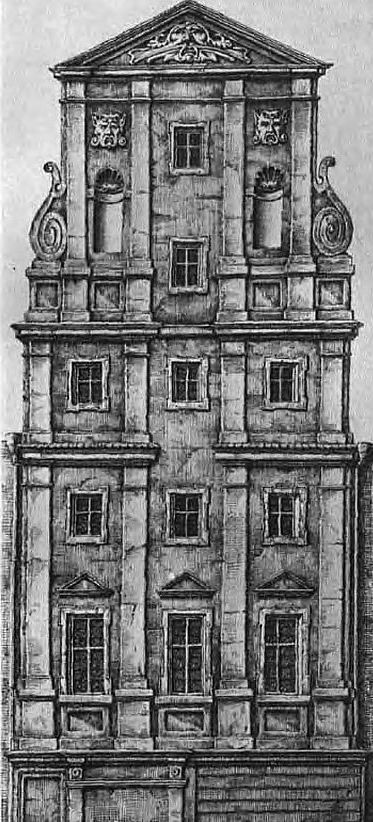
Elewacja frontowa kamienicy Rynek 13 we Wrocławiu. Rycina H. Mützela z 1827.

W późnym średniowieczu na parceli znajdowała się czterokondygnacyjna kamienica, z dwukondygnacyjnym poddaszem. W 1671 roku właścicielem był Friedrich Roth, z którego inicjatywy prawdopodobnie w 1680 roku budynek został zmodernizowany: trzyosiowy front zyskał barokowy wygląd. Dwa pierwsze piętra były połączone toskańskimi pilastrami wielkiego porządku, oddzielającymi osie okienne. Na ich zakończeniu znajdował się gzyms, na którym ustawione były pilastry 3. piętra. Szczyt kamienicy miał kształt dwukondygnacyjnej flankowanej edykuły, podzielonej pilastrami na trzy części, zakończonej wolutami. Całość była zakończona trójkątnym tympanonem ze sztukatorską dekoracją w formie maszkarona. Wnętrza kamienicy również zostały zmodernizowane oraz ozdobione barokową sztukaterią, głównie sklepienie nad podestami i biegi klatki schodowej oraz na stropach pierwszego piętra, gdzie dodatkowo wykonano malowidła. Jak utrzymuje Wojciech Brzezowski dekoracje klatki schodowej w postaci elementów ornamentu chrząstkowego i motywu zawieszonych na wstęgach pęków owoców, są charakterystyczne dla sztukatorów pochodzących z pogranicza szwajcarskiego tworzących w manierystyczno-barokowym stylu.  
W 1903 roku kamienica została sprzedana, a następnie rozebrana. Na jej miejscu wzniesiono budynek finansowej firmy E. Perls & Co Bankgeschäft, Bankhaus Perls & Co, projektu wrocławskiego architekta Alvina Wedemanna. Fasada została wykonana w całości z piaskowca w stylu secesyjnym z elementami rokokowymi. Kamienica miała cztery kondygnacje; w części parterowej znajdowała się duża łukowa witryna. Trzyosiowa fasada podzielona była pilastrami; oś środkowa była szersza, a na dwóch piętrach w osi środkowej umieszczono balkony. Pilastry wyznaczające osie zakończone były ozdobnym gzymsem, a w części środkowej znajdował się kartusz z datą przebudowy kamienicy. Na szczycie fasady znajdowała się rzeźba przedstawiająca chłopca ze snopem zboża, co miało symbolizować bogactwo i obfitość. Reprezentatywny balkon na pierwszym piętrze po obu stronach zakończony był figurkami chłopców trzymających młot i kotwicę, uosabiających dwie dziedziny handlu, które bank Perls & Co obsługiwał: rzemiosło i żeglugę. Sam balkon podtrzymywany był stylizowaną muszlą; podobne barokowe akcenty wkomponowane były w fasadę. Tylne wejście kamienicy ozdabiał portal z ok. 1720 roku. Po 1945 roku jego fragmenty zostały umieszczone w fasadzie Kamienicy Pod Półksiężycem (Rynek 51).
W 1905 roku budynek został przejęty przez Direktion der Discontogeselschaft. Wraz z innym podmiotem Berliner Handelsgesellschaft utworzył oddział bankowy – Śląsk Bank Handlowy we Wrocławiu (Schlesische Handels-Bank A.G.). Właściciel budynku firma Perls & Co swoje biura, do 1920 roku, wynajmowała w Kamienicy Sachsów na ul. Świdnickiej 36.

### Właściciele i postacie związane z kamienicą
W latach 1399–1404 właścicielem posesji był Johannes Glacker. W pierwszej dekadzie XV wieku właścicielem kamienicy był Paul Strehlen. Uwikłany w aferę fałszowania dokumentów, trafił do więzienia, z którego został zwolniony za sprawą wstawiennictwa rajców w 1426 roku. Po tej dacie, która może być również datą śmierci Strehlena, kamienica weszła w posiadanie jego żony Barbary i dzieci, m.in. córki Margareth. W 1441 roku kamienica została sprzedana Niclasowi Reychel, a po jego śmierci w 1449 przeszła w skład majątku jego bratanicy Katharine.
 
W latach 1449–1474 właścicielem posesji został Hans Gremmel, zamożny kupiec pochodzący z Kłodzka. On to prawdopodobnie w 1454 roku nabył obywatelstwo wrocławskie, a od 1468 stał się właścicielem kamienicy nr 17, przy południowej pierzei. W latach 1474–1499 zasiadał corocznie w ławach lub radzie miasta; w 1493 i 1496 otrzymał godność seniora rady, a w 1494 i 1496 pierwszego ławnika. Ponadto posiadał on jako właściciel ziemski status królewskiego lennika i pełnił funkcję witryka (ekonoma) kościoła św. Doroty. Do niego należała komora w sukiennicach, słodownia koło kościoła św. Krzysztofa i smolarnia przy Bramie Mikołajewskiej a ponadto kilka innych nieruchomości. Zmarł w 1499 roku. 
W 1474 roku Gremmel przeniósł się do kamienicy nr 17, a posesję sprzedał małżeństwu Hansowi i Margarethe Hesse, właścicielowi, od 1460 roku, innej posesji (wówczas połączonej) na tej samej pierzei: kamienicy 20/21. Dom pod nr 17 był w ich posiadaniu do 1485 roku; wówczas został sprzedany Jorge Ehmanowi, którzy zamieszkiwali go do 1501 roku.
W 1671 roku właścicielem był Friedrich Roth. W 1726 roku nowym właścicielem budynku został kupiec wyrobów żeliwnych Friedrich Seidel, a następnie jego żona Johanna Dorothea.

## Po II wojnie światowej
W wyniku działań wojennych w 1945 roku kamienica nie uległa większym zniszczeniom; bardzo szybko została zrekonstruowana i przystosowana na użyteczność handlowo-biurową. Fasada kamienicy została dokładnie odtworzona. Do 2006 roku na parterze znajdował się sklep ze sprzętem fotograficznym; obecnie znajduje się tu restauracja i klub Novocaina.